# لا أستطيع أن أتذكر أن أنساك (أغنية)
لا أستطيع أن أتذكر أن أنساك (Can't Remember to Forget You) هي أغنية من قبل المغنية وكاتبة الأغاني الكولومبية شاكيرا لألبومها الإستديو الرابع باللغة الأنجليزية وعموماً العاشر، شاكيرا. مع اشتراك المغنية البربادوسية ريانا. صدرت كأغنية منفردة أولى من الألبوم في 13 يناير، 2014 من خلال تسجيلات آر سي اي وسوني ميوزك لاتن. تم إصدار نسخة منفردة باللغة الإسبانية بنفس العنوان (Nunca Me Acuerdo de Olvidarte)، في 21 يناير، 2014.

## الكتابة والإنتاج
في 8 ديسمبر، 2013، كتبت بديلة شاكيرا في الأغنية المصورة أليكستا أورتيز على الموقع التواصل الاجتماعي تويتر أنها كانت تعمل مع شاكيرا في الأغنية المصورة، وذكرت أن المغنية البربادوسية ريانا كانت جزء من الأغنية المصورة. تمت إزالة هذه التغريدات في وقت لاحق. زادت التكهنات بشأن التعاون بعد ما مغني الراب الأمريكي الكوبي الأصل بيتبول، في مقابلة إذاعية، علق أن ريانا لم تستطع الظهور في أغنيته «تيمبر» لأنها كانت مشغولة مع شاكيرا. في وقت لاحق، أعلنت سوني ميوزك إنترتينمنت أن الأغنية المنفردة سوف تصدر في أوائل عام 2014.

## الإصدار
في 6 يناير، 2014، تم الكشف عن عنوان الأغنية «لا أستطيع أن أتذكر أن أنساك» وأكدت ريانا أنها سوف تشارك في هذه الأغنية. ذكرت أيضاً أنها سوف تصدر في 13 يناير، 2014. في اليوم التالي، أكدت شاكيرا أيضاً تاريخ الإصدار ونشرت صورة ترويجية للأغنية. «نونكا مي أكورذو دي أولفدرثدي»، النسخة الإسبانية، صدرت يوم 21 يناير، 2014 وكانت نسخة منفردة من دون ريانا.

## استقبال النقاد
الأغنية تلقت ردود فعل متباينة من النقاد. أثنت إم تي في الأغنية ووصفتها «ديو منعش من ثقافتين مختلفتين»، قارنوا الأغنية إلى «لوكد أوت أوف هافن» من قبل برونو مارس وديو شاكيرا السابق مع بيونسي «بيوتفل لاير». وجدت الغارديان أن لحن الأغنية جذاب، وأثنوا على أن الأغنية ليست من نوع الإلكترونيك دانس ميوزك، مشيراً إلى أن شاكيرا عادت إلى نوع النيو ويف بوب. بالإضافة على ذلك، أشار جيسون لبشتز من بيلبورد أن الأغنية عندما تسمعها تشعر بالمتعة العظيمة.

## الأداء التجاري
«لا أستطيع أن أتذكر أن أنساك» دخلت لأول مرة الرسم البياني الأمريكي بيلبورد هوت 100 في المركز الثامن والعشرون والمركز الخامس والعشرون على الرسم البياني اللاتيني لأغاني البوب. النسخة الإسبانية دخلت لأول مرة المركز الحادي عشر على الرسم البياني اللاتيني. مع دخول الأغنية في المركز الثامن والعشرون على الرسم البياني الأمريكي بيلبورد هوت 100 أصبحت أعلى دخول أول لأغنية في مسيرة شاكيرا المهنية في الولايات المتحدة. دخلت الأغنية لأول مرة الرسم البياني البريطاني للأغاني المنفردة في المركز الحادي عشر، مما أعطى شاكيرا الأغنية الحادية عشر التي تدخل المراكز الأربعين الأولى في المملكة المتحدة ولريانا الأغنية التاسعة والثلاثين. أول ظهور للأغنية على الرسم البياني الأيرلندي كان في المركز السابع عشر. في فرنسا، الأغنية دخلت الرسم البياني لأول مرة في المركز السادس. الأغنية دخلت لأول مرة الرسم البياني الألماني في المركز العشرين، تقدمت إلى المركز التاسع بعد بضعة أسابيع.

## الأغنية المصورة
الأغنية المصورة لأغنية «لا أستطيع أن أتذكر أن أنساك» كانت من إخراج جوزيف خان. تم عرض الأغنية المصورة على !E يوم 30 يناير، 2014.

## الصيغ وقائمة الأغاني
- تحميل رقمي[18]

1. «لا أستطيع أن أتذكر أن أنساك» (مع ريانا) - 3:26

- تحميل رقمي - النسخة الإسبانية[19]

1. «نونكا مي أكورذو دي أولفدرثدي» - 3:26

- أسطوانة منفردة[11]

1. «لا أستطيع أن أتذكر أن أنساك» (مع ريانا) - 3:26
2. «نونكا مي أكورذو دي أولفدرثدي» - 3:26

## الرسوم البيانية

### الرسوم البيانية الأسبوعية
| الرسم البياني (2014)                                                                          | المركز | المصادر |
| --------------------------------------------------------------------------------------------- | ------ | ------- |
| أستراليا (ARIA)                                                                               | 18     | [ 20 ]  |
| النمسا (Ö3 Austria Top 40)                                                                    | 4      | [ 21 ]  |
| بلجيكا (Ultratop 50 Flanders)                                                                 | 9      | [ 22 ]  |
| بلجيكا (Ultratop 50 Wallonia)                                                                 | 6      | [ 23 ]  |
| كندا (Canadian Hot 100)                                                                       | 19     | [ 24 ]  |
| كولومبيا (National-Report)                                                                    | 4      | [ 25 ]  |
| كرواتيا (Airplay Radio Chart)                                                                 | 2      | [ 26 ]  |
| جمهورية التشيك (IFPI)                                                                         | 23     | [ 27 ]  |
| الدنمارك (Tracklisten)                                                                        | 11     | [ 28 ]  |
| فنلندا (Suomen virallinen lista)                                                              | 6      | [ 29 ]  |
| فرنسا (SNEP)                                                                                  | 5      | [ 30 ]  |
| ألمانيا (Media Control Charts)                                                                | 8      | [ 31 ]  |
| اليونان (Billboard)                                                                           | 1      | [ 32 ]  |
| المجر (Rádiós Top 40)                                                                         | 5      | [ 33 ]  |
| المجر (Single Top 20)                                                                         | 6      | [ 34 ]  |
| المجر (Stream Top 10)                                                                         | 1      | [ 34 ]  |
| أيرلندا (IRMA)                                                                                | 7      | [ 35 ]  |
| إيطاليا (FIMI)                                                                                | 13     | [ 36 ]  |
| لبنان (The Official Lebanese Top 20)                                                          | 1      | [ 37 ]  |
| المكسيك (Monitor Latino)                                                                      | 6      | [ 38 ]  |
| هولندا (Dutch Top 40)                                                                         | 15     | [ 39 ]  |
| هولندا (Mega Single Top 100)                                                                  | 27     | [ 40 ]  |
| نيوزيلندا (Recorded Music NZ)                                                                 | 32     | [ 41 ]  |
| النرويج (VG-lista)                                                                            | 6      | [ 42 ]  |
| بولندا (Polish Airplay Top 20)                                                                | 6      | [ 43 ]  |
| روسيا (Tophit Weekly General Airplay)                                                         | 10     | [ 44 ]  |
| سلوفاكيا (IFPI)                                                                               | 10     | [ 45 ]  |
| جنوب كوريا (Gaon Chart)                                                                       | 5      | [ 46 ]  |
| جنوب أفريقيا (Top 10 Airplay Chart)                                                           | 8      | [ 47 ]  |
| إسبانيا (PROMUSICAE)                                                                          | 2      | [ 48 ]  |
| السويد (Sverigetopplistan)                                                                    | 8      | [ 49 ]  |
| سويسرا (Schweizer Hitparade)                                                                  | 7      | [ 50 ]  |
| المملكة المتحدة (OCC)                                                                         | 11     | [ 51 ]  |
| المملكة المتحدة (OCC Digital)                                                                 | 12     | [ 52 ]  |
| الولايات المتحدة (Billboard Hot 100)                                                          | 15     | [ 53 ]  |
| الولايات المتحدة (Billboard Adult Pop Songs)                                                  | 39     | [ 54 ]  |
| الولايات المتحدة (Billboard Dance Club Songs)                                                 | 14     | [ 55 ]  |
| الولايات المتحدة (Billboard Digital Songs)                                                    | 16     | [ 56 ]  |
| الولايات المتحدة (Billboard Latin Airplay)                                                    | 27     | [ 57 ]  |
| الولايات المتحدة (Billboard Latin Pop Songs)                                                  | 10     | [ 58 ]  |
| الولايات المتحدة (Billboard Hot Latin Songs) النسخة الإسبانية: "نونكا مي أكورذو دي أولفدرثدي" | 11     | [ 59 ]  |
| الولايات المتحدة (Billboard Pop Songs)                                                        | 23     | [ 60 ]  |
| الولايات المتحدة (Billboard Rhythmic Songs)                                                   | 33     | [ 61 ]  |
| الولايات المتحدة (Billboard YouTube)                                                          | 1      | [ 62 ]  |
| فنزويلا (Record Report Pop Rock)                                                              | 2      | [ 63 ]  |

## تاريخ الإصدار
| الدولة               | التاريخ         | نوع الإصدار    | الشركة المنتجة               | المصادر |
| في جميع أنحاء العالم | 13 يناير، 2014  | تحميل رقمي     | لايف نيشن • آر سي اي         | [ 64 ]  |
| ألمانيا              | 14 فبراير، 2014 | أسطوانة منفردة | سوني ميوزك لاتن (سوني ميوزك) | [ 65 ]  |
| -------------------- | --------------- | -------------- | ---------------------------- | ------- |